# Kirtland Records
Kirtland Records es un sello discográfico de Dallas, Texas. Fue fundado por John Kirtland, antiguo batería de Deep Blue Something.

## Algunos artistas de la discográfica
- Burden Brothers
- Bush
- Bril
- Deep Blue Something
- Pat McGee Band
- Rambler High
- Sarah Jaffe
- Space Cadet
- The Fixx
- The Flys
- The Hourly Radio
- The Vanished